# فاكوندو فيريرو
فاكوندو فيريرو (بالإسبانية: Facundo Ferrero)‏ (5 مارس 1995 في الأرجنتين - ) هو لاعب كرة قدم أرجنتيني في مركز حراسة المرمى. لعب مع تشاكاريتا جيونيورز وDeportivo Merlo ‏.

## وصلات خارجية
- فاكوندو فيريرو على موقع قاعدة بيانات كرة القدم.إي يو (الإنجليزية)
- فاكوندو فيريرو على موقع Soccerway.com (الإنجليزية)